# Pec pod Sněžkou
Pec pod Sněžkou (deutsch Petzer) ist eine Stadt in Tschechien. Sie liegt am Fuß der Schneekoppe im Riesengebirge. Der Ort hat 711 Einwohner (Stand 2023) und gehört zum Okres Trutnov.

## Geographie
Rund um die Stadt liegen im Nationalpark Riesengebirge die höchsten Gipfel Tschechiens: Sněžka (Schneekoppe) mit 1602 m, Studniční hora (Brunnenberg) mit 1554 m und Luční hora (Hochwiesenberg) mit 1547 m. Die Höhenlage von Pec wird mit 769 m angegeben.
Die öffentliche Straße aus dem Aupatal endet in Pec. Buslinien verbinden den Ort mit Trutnov, Hradec Králové, Prag, Vrchlabí (Hohenelbe), Špindlerův Mlýn (Spindlermühle) und Harrachov. Der nächste Bahnhof befindet sich in Svoboda nad Úpou.

## Geschichte

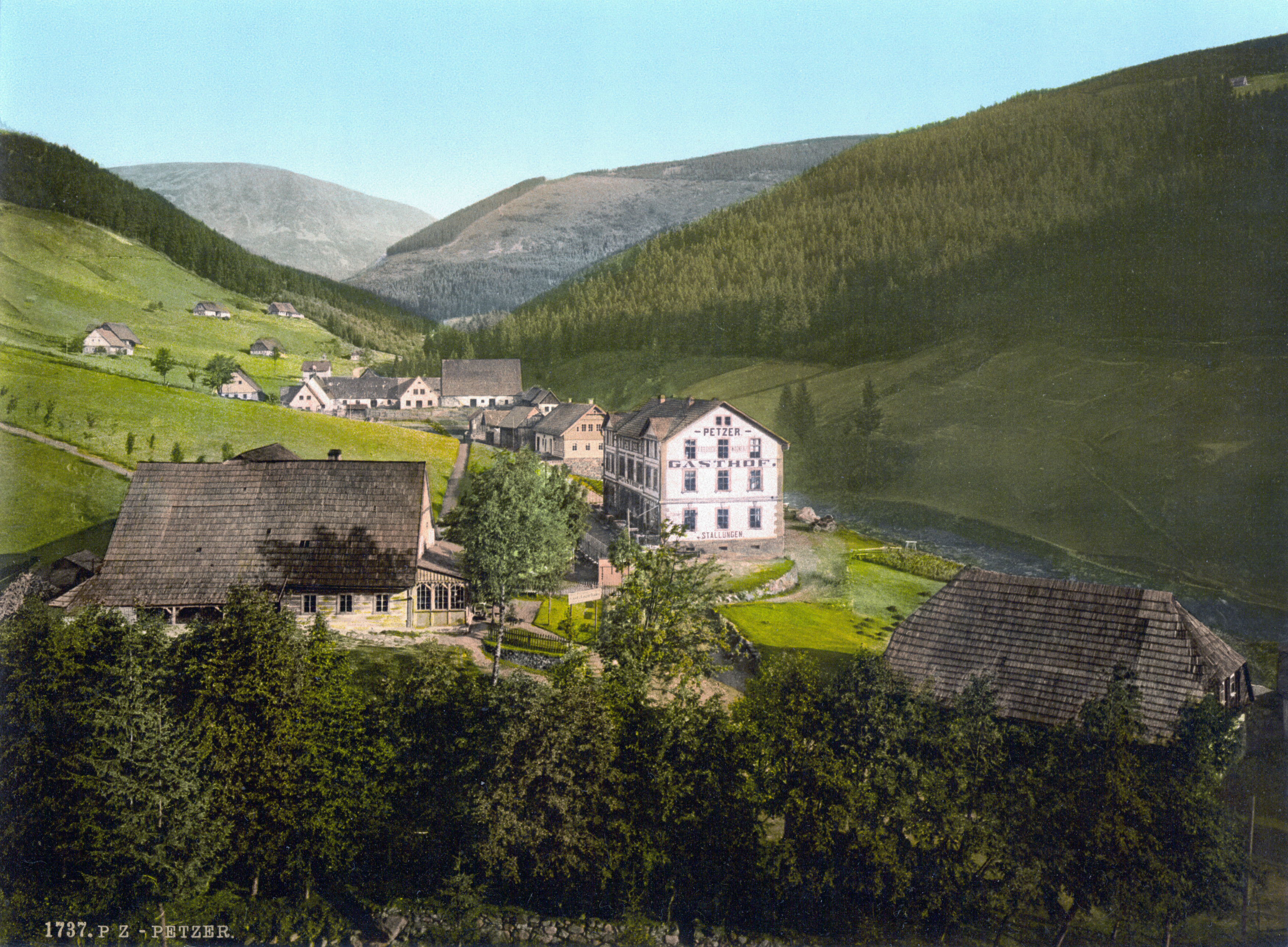
Petzer um 1900

Im Riesengrund (Obří důl) befindet sich der Ausgangspunkt für die Bildung von Pec. Von 1511 stammen die ersten Erwähnungen des Ortes, wo bis 1959 Erze – vor allem Arsenopyrit und Kupferkies – gefördert wurden. Die Siedlung Pec entstand erst am Ende des 16. Jahrhunderts und war damals noch Teil von Velká Úpa. In Pec siedelten Forstleute aus der Steiermark, Kärnten und Tirol, die die Holzversorgung für die Silberbergwerke in Kuttenberg sicherten. Sie erbauten die ersten Bauden in Pec.
In der zweiten Hälfte des 19. Jahrhunderts setzte im Riesengebirge und damit auch in Pec der Tourismus ein. Pec entwickelte sich zur beliebten Sommerfrische und wegen der Lage unterhalb der höchsten Gipfel dieses Gebirges zum stark besuchten Wintersportort.

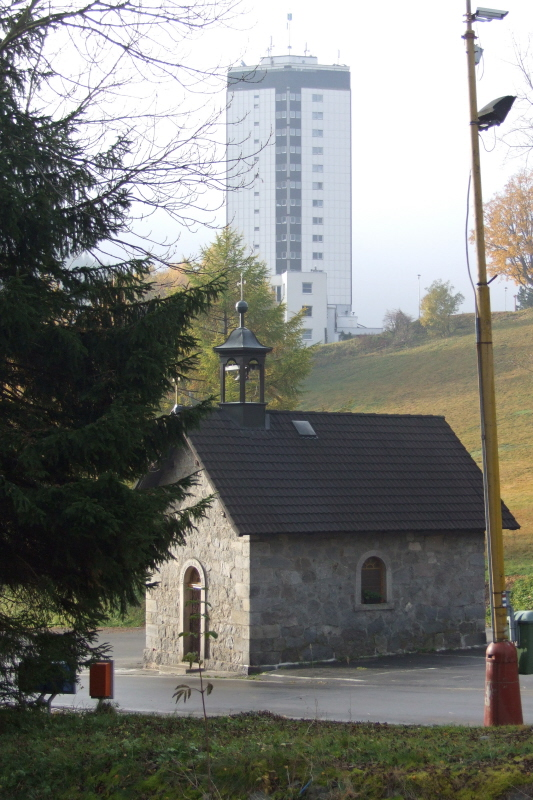
Kapelle und Hotel Horizont

## Gemeindegliederung
Zur Stadt Pec gehört der Ortsteil Velká Úpa (Großaupa).

## Sehenswürdigkeiten
Pec und Velká Úpa sind Fremdenverkehrsorte mit ein wenig Landwirtschaft. Es werden 8500 Gästebetten angeboten. Eine Kabinenbahn erschließt seit 2014 über die Zwischenstation Růžová hora ganzjährig den Gipfel der Schneekoppe. Zuvor führte ein Sessellift auf die Schneekoppe. Weitere Lifte dienen den Wintersportlern.
Ein Netz von Wanderwegen und die an ihnen liegenden Bauden bieten den Wanderfreunden gute Voraussetzungen. In beiden Orten und in der Umgebung finden sich noch zahlreiche Gebirgsbauden, die häufig Unterkunft und Verpflegung bieten. Seit 2004 kann im Sommer das historische Bergwerk Kovárna im Riesengrund besichtigt werden.

## Söhne und Töchter der Stadt
- Eugen Bönsch (1897–1951), österreichischer Jagdflieger der k.u.k. Luftfahrttruppen im Ersten Weltkrieg, geboren in Gross-Aupa
- Gustl Berauer (1912–1986), deutscher Skisportler